# Arathi
Els Arathi, un terme que significa "profetes", són un moviment religiós cristià fundat el 1926 a Kenya. Juntament amb l'Església Ortodoxa Africana, Arathi va ser fundada pels Kikuyus arran dels disturbis civils de Kenya durant el 1920. Joseph Ng'ang'a i Musa Thuo es troben entre els profetes més notables de la secta.
Arathi va ser prohibit el 1934, quan els funcionaris colonials van prohibir les reunions d'arathi.
El baptisme ha continuat sent una part central de la tradició Arathi des de la seva fundació, i encara es practica avui dia. Es veu com un símbol de l'inici d'una nova vida, i els seguidors reben un nou nom després del seu baptisme.